# Au PAY
au PAY（エーユー ペイ）は、auブランドを展開するKDDI、および沖縄セルラー電話が提供するQRコード決済サービス。
かつて2014年（平成26年）6月にサービス開始した電子マネーサービスである「au WALLET」についても記載する。プリペイドカードのau WALLET プリペイドカード、クレジットカードのau WALLET クレジットカード、小売のau WALLET Market、ポイントサービスのau WALLET ポイントプログラム、以上から成る。

## QRコード決済
2019年4月より、QRコード決済サービスとして「au PAY」が開始。2019年10月には、登録者数が600万人を突破している 。au PAY加盟店以外にも、楽天との合意により楽天ペイの加盟店でも利用することが出来る。
残高、ポイントはau WALLETプリペイドカードと共有化されており、店によって使い分ける（コード決済対応店ではau PAY、非対応店はプリペイドカード）ことが出来る。QRコード決済の共通規格であるJPQRにも参画している。
2020年2月より、au WALLETアプリの名称がau PAYアプリに変更になると共に、KDDI及びグループ会社が提供する各サービスの名称も以下のようにau PAYを冠した物に変更になる。
- au WALLET プリペイドカード→au PAY プリペイドカード
- au WALLET クレジットカード→au PAY カード
- au WALLET ゴールドカード→au PAY ゴールドカード
- au WALLET スマートローン→au PAY スマートローン
- au Wowma!→au PAY マーケット

2025年6月10日に中国のWeChatpayとの連携サービスを開始、au PAYの加盟店でWeChatpayによる決済ができるようになった。

## au PAY カードの種類

### au PAY プリペイドカード
従来auユーザーに提供していたauポイントに代わってWALLETポイントを付与し、WALLETポイントや現金をチャージできるようにしたプリペイドカードを発行するサービスである。
システム構成にあたっては、ウェブマネー・クレディセゾンと協業の上でMastercardブランドを使用したプリペイド決済システムを利用し、従来のオンライン決済だけでなくリアル店舗での利用を可能にした。
なお、カードにはNFC対応のICチップが埋め込まれているが、FeliCa対応ではないためSuica等の電子マネーとの互換性はない。
2018年4月5日からリアルタイムチャージ機能追加。
2020年2月より、ブランド名が「au WALLET」から「au PAY」に変更された。同月以降に発行申込みが完了した分より、「au WALLET プリペイドカード」ではなく「au PAY プリペイドカード」が順次郵送されている。
2024年4月23日からは、以下の機能を備えた新プリペイドカードへ移行した。そのため、ICチップ無しカードは2024年4月18日で発行申し込みを終了した。なお、カードの発行及び更新には600円がau PAY残高から引き落とされる。ただし、申し込み翌月から6カ月間で合計5万円以上をau PAY プリペイドカード（プラスチックカード、バーチャルカード）での各種Mastercard決済、QUICPay+決済、Apple Pay決済で利用すると発行手数料相当のau PAY残高が還元される（実質的に発行料が無料になる）。また、同時にApple Payと紐付けることによってリアル店舗でのタッチ決済を可能にするバーチャルカードも提供を開始する。
- ICチップの搭載 - これまでICチップが無いため利用できなかった一部店舗及び一部サービスの利用が可能になる。
- 暗証番号、タッチ決済対応 - これまで対応していなかったタッチ決済及び暗証番号に対応。カードでの支払いをよりスムーズにする。
- 券面デザインの変更 - 番号や名前等を全て裏面に集約し、覗き見リスクを軽減する。
- 有効期限の延長 - 旧プリペイドカードでは5年だった物を7年に延長。

#### 発行資格
以下のサービス契約者個人に限られる。1つのau IDにつき1枚のみ発行。
- auスマートフォン（au向けのiPhoneを含む）、およびau携帯電話の各契約者[8]
- UQ mobile契約で5G対応料金プラン契約者
- auひかり（auひかり ちゅら含む）契約者
- au以外の携帯キャリア会社の契約者

※au以外の契約者は「2019年夏に”キャリアフリー化”されたau IDを取得する事」「本人確認の目的も兼ねて、auじぶん銀行の口座を開設する事」
この条件を満たせば、au PAY プリペイドカードが発行される。
発行の申込手続き時に、銀行の口座を”紐付け”したIDが必要となる。

#### チャージ
- WALLETポイント（→Pontaポイント）・auポイントから（1WALLETポイント（Pontaポイント）=1円、1.2auポイント=1円、ただし20歳未満の利用者はポイントからのチャージは不可）
- auじぶん銀行
  - 2014年12月31日まで、チャージ金額に5%上乗せされていた[9]
- auショップ / au Style
- auかんたん決済（電話代金を一部のクレジットカードで決済している場合とコンビニエンスストア等での請求書払いの場合は利用不可）
- クレジットカード（3Dセキュアによる認証可能なクレジットカードのみ利用可能。VISA・JCBはau PAY カード、クレディセゾン発行分（セゾンカード、UCカード）、三菱UFJニコス発行分（MUFGカード、DCカード、NICOSカード）、TS CUBICカード、エポスカード、楽天カード、ビューカード以外は登録出来ない。Mastercard、アメリカン・エキスプレス、ダイナースクラブはカード発行会社を問わない。JCBは発行会社問わず設定不可。）
- ローソン全店（「ナチュラルローソン」または「ローソンストア100」の店舗でもチャージ可）
- セブン銀行ATM
- ローソン銀行ATM（2021年10月18日から）[10]

ローソン銀行とセブン銀行でのチャージ方法は2種類あり、直接プリペイドカードを差し込んでチャージする方法と、au PAYアプリから各銀行端末の指示に従ってQRコードを読み取ってからチャージする方法がある。

#### 利用
- MasterCard取扱店
- WebMoney取扱サイト
  - カードの裏に記載されたプリペイド番号を入力して使用する
- QUICPay+取扱店
  - Apple Payにau PAYプリペイドカードを登録することで利用可能。

### au PAY カード
auフィナンシャルサービス株式会社（旧：KDDIフィナンシャルサービス株式会社）がVisaブランドまたはMastercardブランドで発行するクレジットカードで、au料金等の支払い状況を利用した独自の審査（信用供与）を行っている。
当初は、au PAY カードにご登録されているau IDに紐付くKDDIの回線ユーザー（au携帯電話・UQ mobile・Povo 1.0 / 2.0）、auひかり / auひかりちゅらユーザーであれば入会金・年会費無料、逆にこれらの条件を満たさずかつ一年間に一回もカードのショッピング利用が無い場合は年1,100円→年1,375円の年会費が掛かっていたが、2024年6月1日より無条件で永年無料に変更された。

### au PAY ゴールドカード
au PAY カードの上位版で、au WALLET クレジットカードのサービスに加えて、ポイントと旅行関係の手厚いサービスが提供される。
- 年会費は10,000円（税別）、家族カード1枚目無料、家族カード2枚目以降2,000円（税別）/枚
- auスマートフォン・タブレット購入時に利用できるauクーポン 最大10,000円分が毎年付与される
- au料金の支払いに対しては、最大11%のポイント還元（通常ポイント1%＋ゴールドカード特典10％）
- au PAY 残高にオートチャージ設定をするなど、一定の条件を満たすことでチャージ金額の最大5%が還元される（ポイントアップリワード）[12]
- 年間100万円利用時には500ポイント、150万円利用で1,500ポイント、200万円利用で4,000ポイントが付与される。
- 国内・海外（ハワイ）空港ラウンジ無料
- 国内・海外旅行保険（最大5,000万円）
- 海外航空便出航遅延・欠航特約（最大2万円）
- お買い物あんしん保険（年間300万円）
- 一流ホテル・旅館優待サービス（Relux）により5%優待（初回のみ1万円割引）

## au PAY マーケット
auコマース＆ライフ株式会社が運営する総合ショッピングモール（オンラインモール）。auユーザーでなくとも利用でき、au PAY以外の決済も利用可能。
かつてDeNA（ディー・エヌ・エー）がMobage公式ショッピングサイトとして運営していた「モバデパ」、および同社子会社のモバオクとKDDIが共同で運営していた「auショッピングモール」が原点となっている。
「モバデパ」は、2012年9月に同社のオークションサイト（モバオクとは別運営）のブランドであった「ビッダーズ」に統合され、2013年1月10日に「DeNAショッピング」に改称。統合前の「ビッダーズ」に相当していたオークション機能は縮小を経て2014年3月19日に廃止される。2016年12月28日に「DeNAショッピング」「auショッピングモール」が統合のうえKDDIに事業譲渡され、2017年1月30日「Wowma!」に、2019年7月25日に「au Wowma!」への名称変更 を経て、2020年5月21日より現名称となっている。

## au WALLET Market
かつてauコマース&ライフ（株式会社ルクサとKDDIコマースフォワードが2019年4月1日に合併して設立）が運営していた、日常生活をより豊かにする「ちょっといいもの」を購入できるショッピングサイト。2015年8月15日にサービスを開始し、2021年10月31日にサービスを終了した。
原則としてKDDIが直接商品を販売しショッピングモール形式ではない点、および利用にはauの通信サービス契約が必須である点がau PAY マーケットと大きく異なり、並行して運営されるまったく別のサイトとなっていた。「リアルでもネットでも気軽に購入いただける」、つまりウェブサイトだけでなく全国のauショップでもスタッフの案内を受けながら商品を注文できるのが特徴であった。

## Wow! magazine
auコマース＆ライフ株式会社が運営する一人一人の毎日に驚き・感動・出会いをお届けするウェブメディア。レディースファッション・グルメ・インテリア・家電・スマホケースなど、 3,000万品以上の商品が集まる「au PAY マーケット」の商品を紹介している。

## auポイントプログラム
2020年3月に、KDDIの各サービスの利用に応じたステージ制に移行した。ランクはレギュラー、シルバー、ゴールド、プラチナの4種で、KDDI及びその子会社のサービス利用によってポイント換算され、au PAYマーケット利用時のPontaポイント還元率及び長期優待ポイント等に影響する。同時に、名称をauポイントプログラムと変更している。
対象サービス及びスコアは以下の通り。
- au PAY・My auアプリ起動 - 一日一回につき各1スコア
- au PAY（コード支払い） - 一回につき3スコア（カウントは月最大30回まで）、利用額が5000円超えるごとに10スコア
- au PAY プリペイドカード（au WALLET プリペイドカード） - 一回につき3スコア（カウントは月最大30回まで）、利用額が5000円超えるごとに10スコア
- au PAY カード（au WALLET クレジットカード） - 一回につき3スコア（カウントは月最大30回まで）、利用額が5000円超えるごとに10スコア
- オートチャージ - 毎月10スコア
- au PAY マーケット(au Wowma!) - 購入一回で9スコア（カウントは月最大30回まで）、利用額5000円ごとに30スコア
- auスマートフォン・携帯電話・UQ mobile契約 - 契約で10スコア
- auスマートパス/auスマートパスプレミアム契約 - 加入で10スコア
- auスマートバリュー対象 - 割引適用で10スコア
- auでんき・UQでんき・BIGLOBEでんき契約 - 加入で20スコア
- 東電ガス・中電ガス・関電ガス・ほくでんガス for au契約 - 加入で20スコア
- auじぶん銀行 - 預入残高が10万以上で10スコア

これらのスコアを3ヶ月分換算して、合計スコアが199までがレギュラー、200～299がシルバー、500～799がゴールド、800以上がプラチナとなる。

### Pontaに統合へ
2019年12月16日にKDDIとロイヤリティ マーケティング（以下「LM」と記す）は資本・業務提携契約を締結することを発表。KDDIは三菱商事が保有しているLM株のうち、20％取得すると共にau WALLETポイントをLMが運用しているPontaに2020年5月21日付で統合した。

## CMキャラクター
現在
- 桐谷健太 - au WALLETとしては2015年6月1日より起用。浦島太郎（浦ちゃん）役として出演。
- 菜々緒 - 2015年6月1日より起用。乙姫（乙ちゃん）役として出演。
- 鈴木梨央 - au WALLETとしては2015年7月よりBSデジタル/CSデジタル放送局向けのCMのみ出演。
- 菊地亜美 - 上記の鈴木梨央と同じく、BSデジタル/CSデジタル放送局向けのCMのみ出演。

過去
- 所ジョージ - 初代イメージキャラクター。
- きゃりーぱみゅぱみゅ - 所ジョージと共演。
- 叶姉妹 - 所ジョージと共演。
- 高見沢俊彦（THE ALFEE） - 所ジョージと共演。